# Rod Karagözlüů
Rod Karagözlü nebo Klan-Karagözlü, Kara Gözlu-rod, Kara Gözlu-klan (turecky Karagözlü kabilesi, Karagözlü eli ázerbájdžánsky Qaragözlü oymağı persky ایل قراگوزلو → Il Qragūzlū, doslovně: Rod Černookých) jsou menší turkický klan-rod žijící v Ázerbájdžánu a Íránu. V 18. století byli aktivními účastníky ve společenském životě Jižního Ázerbájdžánu. Jsou přiřazeni k jižní sub-etnické skupině Ázerbájdžánců, afghánské větve oghuzů. Podle sčítání žijí v počtu 2400 obyvatel. Karagözlüové mluví jazykem Karagözlü, což je jižní dialekt jazyka ázerbájdžánského – Torki. V průběhu vládnutí Pahlavíské dynastie v Íránu, se od Karagözlüů a dalších tureckých národů požadovalo učení v perštině. Jsou přívrženci větve ší'itského islámu.

## Krátké dějiny
Rod Karagözlü představuje mešní turecký klan-rod žijící na území severního Ázerbájdžánu a íránského jižního Ázerbájdžánu. Mnoho lidí z tohoto rodu hrálo důležitou roli ve společenském a politickém životě v Íránu. Ve zdrojích se Karagözlüové poprvé vzpomínají v 16. století. Podle nich byli proslulými chovateli dobytka a pocházeli z Šamliovské kmenové unie, což byla jedna ze sedmi větví Kizilbašů. Pojmenování Karagözlü bylo převzato po jednom ze Šamliovských bejů. Kořeny Karagözlüů jsou převázané s Begdiliy a Afšarskými kmeny. Všeobecně, byli Karagözlüové spřízněni ze skupinou Hadžiliů (ázerbájdžánsky Hacılı), Ašikliů (ázerbájdžánsky Aşıqlı) a ještě dalšími. Tímúr-chán tento rod připojil k Safíovské větve Hadžiliů. Karagözlüové se usadily v severoázerbájdžánských rajónech Davači (Šabran) a Zangilan a v íránském Hamadánu.
V období dynastie Afšárovců (1736–1796) byli Karagözlüové velikou oporou Nádira Šáha (1736–1747). Po jeho zavraždění, kdy se Persie začala rozpadat a její části se staly nezávislými státy, byla většina jeho říše rozdělena mezi Zandy a Durrániy. Afšárovská vláda byla omezena na malý lokální stát v Chorasánu. Bývalý tádžický velitel Nádirových jízdních vojsk, Ahmad Šáh Durrání (1747–1773), se v červnu 1747, stal emírem Chorasánu. V tomtéž roce vyrazil na západ, k Herátu, který byl ovládán Nádirovým vnukem, Šáhruchem (1748–1749 a 1750–1796), jež ho následně přesunul západněji do Mašhadu a zde ustavil panováním. Na přelomu let 1749/1750 se afšárovská říše definitivně rozpadla. Šáhruchův vliv se nyní omezoval jen na Chorásán. V ostatních částech říše vládli lokální náčelníci: Alí Mardán Chán z kmene Bachtjárů a pak kurdský Karím Chán, někdejší Nádirův vojevůdce z lúrského kmene Zándů, kterému Karagözlüové v tomto období pomohli. Jen díky ochraně Ahmada Šáha Durráního a také kvůli jistému respektu, který Karím Chán choval jako někdejší Nádirův velitel k afšárovskému rodu, se Šáhruch udržel v Mašhadu. Od doby, kdy dynastie Zándovců (1750–1794) vládla západní části Persie z centrem ve Fárském Šírázu, (kromě Chorasánu), se Afšárovcům nepodařilo obnovit vládu nad touto částí Persie. Naopak, za pomoci Agy Muhammada Chána Kádžára (1779–1797), který porazil posledního zandského vládce Lotfa Alího Chána, se to v roce 1794 podařilo Kádžárům. Na konci období Zandů pomohli Karagözlüové k moci těmto Kádžárům a hráli hlavní roli při jejich vzestupu. Nakonec v roce 1796, expanzí kádžárského náčelníka Agy Muhammada Chána byla Afšárovská dynastie svržena a učinila konec Šáhruchové vládě. Agá Muhammad Chán, byl prohlášen novým šáhem persie a Šáhruch byl v Mašhadu (Chorasán) brutálně umučen k smrti. V období dynastie Kádžárovců (1781–1925) stály Karagözlüové na čelních místech této dynastie, výsledkem čeho bylo jejich neohraničené vůdcovství v provincii Hamadán. Mnozí členové klanu Karagözlü měly vedoucí roli a byli velcí státníci, zejména Muhammad Hüssejn Chán Karagözlü (z. 1825) ze skupiny Ašikli, který pomohl na trůn Agóvi Muhammadu Chánovi, a taky pěti jeho potomkům v politické a vojenské době: Fethu Alímu Šáhovi Kádžárovi (1771–1834), jeho vnuk Muhammadu Šáhovi Kádžárovi (1808–1848) a jeho syn Nasıreddinu Šáhovi Kádžárovi (1831–1896), a taky zbylým dvěma, jež byly oddáni s Kádžárovskými princeznami. Další známá jména představitelů tohoto klanu jsou: ze skupiny Ašikli – Hasan Chán Karagözlü, Muhammadhüsejn Chán Karagözlü (1785), Abülkasim Chán Karagözlü (1866–1928), ze skupiny Hadžili – Hadži Abdulla Chán Karagözlü, jeho syn Hadži Muhammad Chán Karagözlü (1811–?), Hadži Muhammaddžafar Madžzub (1756–1823).
Hadži Muhammad Chán Karagözlü, jež byl od roku 1811 jmenován guvernérem
Karadažského regionu (Karadag → Černá Hora) v perském Ázerbájdžánu, umístil část rodu Karagözlüů v provincii Východního Ázerbájdžánu.

## Toponyma
Toponyma jména Karagözlü-klanu lze nalézt v Ázerbájdžánské republice, kde jsou místní jména rajónů, jako Davači (Šabran) a Zangilan spojena s touto komunitou.
V Íránském Západním Ázertbájdžánu, 25 km severozápadně od Míándoábu (Qoşaçay), se nachází vesnice nazvaná Karágozlú. V západním Hamadánu se nacházejí vesnice Baharlu a Karágozlú, a ve Ostán-e Fársu (Fárs) Karágozlú (Šamsábád-e Kareh Gozlú), ležící v nadmořské výšce 1616 m.
Zbytky kmenu ještě nalezneme:
- v provincii Východního Ázerbájdžánu a
- v provincii Západního Ázerbájdžánu
- a část v blízkosti a v provincii Hamadán. (Zdroj: Ethnologue 2010).

Ve vesnicích jménem Baharlu a Karágozlú lze najít také zbytky klanu. V devatenáctém století se mohl jejich počet zvýšit na 7 000 vojáků. Odhaduje se, že v roce 1930 bylo zcela sedavých asi 300 000.